# Ombretta Fumagalli Carulli
Ombretta Fumagalli Carulli, all'anagrafe Battistina Fumagalli (Meda, 5 marzo 1944 – Milano, 16 marzo 2021), è stata una giurista e politica italiana.

## Biografia
Battistina Fumagalli, detta "Ombretta", assunse il secondo cognome in seguito al matrimonio con Adolfo Carulli.
Laureata con lode in giurisprudenza all'Università Cattolica del Sacro Cuore di Milano nel 1966, nel 1975 è stata la prima donna in Italia a ricoprire una cattedra Universitaria di diritto canonico; prima a Ferrara e poi proprio alla Cattolica, in cui assunse anche la cattedra di diritto ecclesiastico. Nel 1981 fu eletta nel Consiglio Superiore della Magistratura (prima donna eletta dal Parlamento come componente del CSM), dove rimase fino al 1986 presiedendo la Commissione Incarichi Direttivi e fondando il Comitato Antimafia.
Nel 1987 cominciò la sua carriera politica, candidatosi alle elezioni politiche di quell'anno a Camera dei deputati, tra le liste della Democrazia Cristiana nella circoscrizione Milano-Pavia, venendo eletta deputata. Nella X legislatura della Repubblica è stata componente della 2ª Commissione Giustizia, della 10ª Commissione Attività produttive, della Giunta per le autorizzazioni a procedere in giudizio, della Commissione parlamentare per il parere al governo sulle norme delegate relative al nuovo codice di procedura penale, del Commissione parlamentare antimafia e del Comitato parlamentare per i procedimenti di accusa.
Confermato il seggio a Palazzo Montecitorio nel 1992, l'anno successivo divenne Sottosegretario alle Poste e Telecomunicazioni nel governo Ciampi.
Allo scioglimento della DC, nel 1994, aderì al Centro Cristiano Democratico di Pier Ferdinando Casini e fu rieletta alla Camera nelle liste di Forza Italia; quindi divenne Sottosegretario alla Presidenza del Consiglio per la Protezione Civile nel governo Berlusconi I.
Nel 1996 approdò al Senato, in rappresentanza della coalizione di centro-destra del Polo per le Libertà, ma nel 1997 cambiò schieramento passando a Rinnovamento Italiano di Lamberto Dini. Nel 1999 entrò a far parte del governo D'Alema II, in qualità di sottosegretario al Ministero dell'interno (con delega alla libertà religiosa e al personale prefettizio); nel 2000 assunse l'incarico di sottosegretario al Ministero della sanità (con delega ai problemi della prevenzione nonché dell'alimentazione e veterinaria) nel governo Amato II.
Nel 1999 è stata eletta presidente dell'Intergruppo Internazionale "Parlamentari per il Giubileo", al quale fu affidata l'organizzazione del Giubileo dei responsabili della cosa pubblica dell'anno 2000, in collaborazione con 100 Parlamenti dei cinque Continenti.
Nel 2001, al termine del mandato parlamentare, tornò a tempo pieno alla Cattolica di Milano, dove ha continuato a insegnare diritto ecclesiastico e diritto canonico. È stata autrice di oltre cento pubblicazioni di carattere accademico, religioso e sociale.
È stata nominata da Papa Giovanni Paolo II Accademico Pontificio presso la Pontificia accademia delle scienze sociali nell'aprile 2003.
Nel luglio del 2007, insieme ad altri 200 tra docenti, giornalisti e scrittori, ha firmato un appello contro il vicedirettore del Corriere della Sera Magdi Allam e il suo libro Viva Israele. Dopo essersi allontanata dalla politica, ha aderito all'Unione di Centro.
Nel 2012 è divenuta presidente della riattivata Democrazia Cristiana, guidata da Gianni Fontana.
Dal 2010 è stata direttore dell'Istituto giuridico dell'Università Cattolica del Sacro Cuore di Milano. È stata membro del Comitato Etico del Global Catholic Ethical Based Fund di JP Morgan, nonché di diverse società scientifiche e comitati di riviste giuridiche.
È stata presidente dell'Associazione Culturale Giuseppe Dossetti: i Valori e della Associazione per la prevenzione e la cura dell'epatite virale Beatrice Vitiello.
Ha collaborato come pubblicista ai quotidiani il Giornale, Avvenire e L'Osservatore Romano.
Malata da tempo, è deceduta a Milano il 16 marzo 2021.